# Proteína integral de membrana

Uma proteína integral de membrana é uma molécula proteica (ou conjunto de proteínas) que está ligada de maneira permanente à membrana plasmática. As proteínas que atravessam a membrana são rodeadas por lípidos "anulares", que são definidos como dupla camada de fosfolipídios que estão em contato direto com as proteínas de membrana. Tais proteínas podem sair da membrana biológica através do uso de detergentes, solventes não-polares, ou mesmo por agentes desnaturantes.
As proteínas são uma parte substancial das proteínas codificadas pelo genoma de um organismo.
Todas as proteínas transmembranares são proteínas integrais de membrana, mas nem todas as proteínas integrais de membrana são proteínas transmembranares.

## Função
Estas proteínas incluem transportadores, canais iónicos, receptores, enzimas, domínios estruturais de ancoragem membranar, proteínas envolvidas na acumulação e transdução de energia, proteínas responsáveis pela adesão celular.
A classificação de transportadores pode ser encontrada na base de dados TCDB (Transporter Classification Database).

## Exemplos
Exemplos de proteínas integrais de membrana:
- Receptor de insulina
- Alguns tipos de proteínas de adesão celularou moléculas de adesão celular como as integrinas, caderinas, NCAMs ou selectinas.
- Alguns tipos de proteínas receptoras
- Glicoforina
- Rodopsina
- Banda 3
- CD36
- GPR30